# ألكسندر كيتينوف
ألكسندر كيتينوف مواليد 13 يناير 1971 في سكوبيه، هو لاعب كرة مضرب مقدوني سابق بدأ مسيرته كمحترف سنة 1992 وكان يلعب باليد اليمنى. أعلى تصنيف له في الفردي كان المركز الـ 296 في سنة 1996. اعتزل اللعب في سنة 2003.

## نهائيات جولة رابطة محترفي التنس

### الزوجي
| الحصيلة | الرقم | التاريخ        | الدورة                                | السطح  | الشريك         | المنافسون                     | النقاط                |
| ------- | ----- | -------------- | ------------------------------------- | ------ | -------------- | ----------------------------- | --------------------- |
| الوصيف  | 1.    | 13 يوليو 1997  | بطولة نيوبورت للتنس، الولايات المتحدة | عشبية  | كينت كينير     | جستين جيملستوب بريت ستيفن     | 3–6, 4–6              |
| الفوز   | 1.    | 14 سبتمبر 1997 | بورنموث، إنجلترا                      | ترابية | كينت كينير     | ألبرتو مارتن كريس ويلكنسون    | 7–6, 6–2              |
| الوصيف  | 2.    | 14 فبراير 1999 | سان خوسيه، الولايات المتحدة           | صلبة   | نيناد زيمونيتش | تود وودبريدج مارك وودفورد     | 5–7, 7–6(7–3), 4–6    |
| الوصيف  | 3.    | 11 يوليو 1999  | غشتاد، سويسرا                         | ترابية | إيريك تاينو    | دونالد جونسون سيريل سوك       | 5–7, 6–7(4–7)         |
| الوصيف  | 4.    | 25 يوليو 1999  | بطولة شتوتغارت المفتوحة، ألمانيا      | ترابية | جاك وايت       | خايمي أونسينس دانيال أورسانيك | 2–6, 1–6              |
| الفوز   | 2.    | 10 أكتوبر 1999 | بطولة بازل للتنس، سويسرا              | سجاد   | برنت هايجارث   | جيري نوفاك ديفيد ريكل         | 0–6, 6–4, 7–5         |
| الفوز   | 3.    | 16 سبتمبر 2001 | بطولة بوخارست للتنس، رومانيا          | ترابية | يوهان لندسبرغ  | بابلو البانو مارك كيفن غولنر  | 6–4, 6–7(5–7), [10-6] |

## روابط خارجية
- ألكسندر كيتينوف على موقع رابطة محترفي التنس (الإنجليزية)
- ألكسندر كيتينوف على موقع الاتحاد الدولي لكرة المضرب (الإنجليزية)
- ألكسندر كيتينوف على موقع كأس ديفيز (الإنجليزية)
- ألكسندر كيتينوف على موقع خلاصة التنس.كوم (الإنجليزية)